# Войтюк Юрій Олександрович
Юрій Олександрович Войтюк (нар. 24 липня 1954, Рагівка, Київська область, УРСР) — український ботанік, педагог, громадський діяч.

## Біографія
Народився 24 липня 1954 року на Київщині. Після закінчення Поліської середньої школи (1971) працював на військовому заводі, навчався на підготовчому відділенні та на біологічному факультеті Київського державного університету імені Т. Г. Шевченка. Активно займається науковою та природоохоронною роботою. Перші наукові праці Ю. Войтюка вийшли друком ще в його студентські роки (1977).
У 1978 році закінчив біологічний факультет Київського державного університету імені Т. Г. Шевченка. У 1986 році захистив дисертацію на здобуття наукового ступеня кандидата біологічних наук. У 1987–1991 роках — завідувач лабораторії екологічного моніторингу Київського університету. З 1991 до 1996 року працював завідувачем кафедри ботаніки Київського національного університету імені Тараса Шевченка, згодом — доцентом тієї ж кафедри.
З 2001 року — доцент кафедри тифлопедагогіки Національного педагогічного університету ім. М. П. Драгоманова

## Наукова діяльність
Під керівництвом Юрія Войтюка захищено дві кандидатські дисертації з альгології. Член редколегії наукових фахових видань «Соціально-психологічні проблеми тифлопедагогіки» та «Теорія і практика тифлопедагогіки».

## Навчальні дисципліни
Спеціальна методика викладання навчального предмета «Я і Україна»; спеціальна методика корекції пізнавальної діяльності; спеціальна методика зміцнення здоров'я та фізичного виховання; соціально-правове забезпечення інвалідів зору в Україні; корекційно-реабілітаційні служби; корекційна андрагогіка; корекційний туризм та екологічне виховання інвалідів зору; фахові об'єднання інвалідів зору.

## Нагороди
У 2003 р. Ю. О. Войтюку присвоєно почесне звання «Заслужений працівник освіти України», він неодноразово відзначений подяками ректора НПУ імені М. П. Драгоманова, Київського міського голови, грамотами Міністра освіти і науки України, похвальною грамотою Патріарха Української православної церкви. Нагороджений відзнаками Міністерства праці та соціальної політики України, Міністерства освіти та науки України (спільно з Національною академією педагогічних наук), нагрудним знаком В. О. Сухомлинського; відзнакою «За мужність» Уповноваженого Верховної Ради України з прав людини .

## Громадська діяльність
Голова громадської організації "Благодійний фонд допомоги вченим-інвалідам зору «Візаві». Голова наглядової ради Всеукраїнської ГБО пенсіонерів та інвалідів «Обличчям до істини». Член ради ВГО «Союз допомоги незрячим в Україні», член Всеукраїнської громадської організації «Асоціація тифлопедагогів України», Київської міської асоціації вчених-інвалідів «Гомер».
У 2007 році став лауреатом Національної премії «Гордість країни» в номінації «Сила духу».

## Наукові публікації
Автор понад 100 наукових праць.
1. Екологія. Термінологічний словник [Навчальний посібник для учнів загальноосвітніх спеціальних шкіл-інтернатів для сліпих дітей], шрифтом Брайля у 6 книгах. — КНУ імені Тараса Шевченка; НПУ імені М. П. Драгоманова, Ботанічний сад імені акад. О. В. Фоміна. — К.:2002. — 864 с. (у співавторстві).
2. Методика горизонтальної тростини при супроводі незрячих в умовах активного відпочинку і туризму // Соціально-психологічні проблеми тифлопедагогіки. Збірник наукових праць. — К., 2010. — Випуск 3 (11). — С. 18-28.
3. Методичні матеріали для студентів вищих навчальних закладів з курсу «Спеціальна методика викладання навчального предмету „Я і Україна“ для дітей з порушеннями зору»: Навчальний посібник. — Київ., 2009. — 308с.
4. Мусієнко М. М., Брайон О. В., Серебряков В. В., Войтюк Ю. О. Екологія. Термінологічний словник. Навчальний посібник для учнів спеціальних загальноосвітніх шкіл-інтернатів для сліпих дітей / Київський Національний університет імені Тараса Шевченка, Національний педагогічний університет імені М. П. Драгоманова, Ботанічний сад ім. акад. О. В. Фоміна — Київ: Благодійний фонд «Візаві». — 2003 р. — 278с.